# Salix Energy
ТОВ «Salix Energy» — українська агроенергетична компанія, яка працює у галузі біоенергетики. Лідер з промислового вирощування та реалізації енергетичних культурних рослин, зокрема верби.

## Історія[1]
Компанія створена у 2010 році. Того ж року було засаджено перші енергетичні плантації верби. У 2014 році отримано перший урожай енергетичних рослин. Тоді ж у співпраці з компанією «Аванті-Девелопмент» споруджено 3 біопаливні установки, що дозволило повністю відмовитися від використання природного газу для теплопостачання в смт Іваничі Волинської області. Нині компанія обслуговує 1 700 га енергетичних плантацій і є однією з найбільших компаній галузі в Європі.

## Напрямки діяльності[2]
- Вирощування і реалізація насіннєвого та посадкового матеріалу енергетичних вербових рослин;
- Вирощування, перероблювання та реалізація паливних матеріалів, вирощених з верби;
- Консультування та співпраця з компаніями галузі з питань вирощування енергетичної верби;
- Обслуговування енергообладнання, яке працює на біопаливі.